# Malpartida de Plasencia (kommunhuvudort)
Malpartida de Plasencia är en kommunhuvudort i Spanien.   Den ligger i provinsen Provincia de Cáceres och regionen Extremadura, i den centrala delen av landet, 210 km väster om huvudstaden Madrid. Malpartida de Plasencia ligger 457 meter över havet och antalet invånare är 4 275.
Terrängen runt Malpartida de Plasencia är platt åt sydväst, men åt nordost är den kuperad. Runt Malpartida de Plasencia är det glesbefolkat, med 10 invånare per kvadratkilometer. Närmaste större samhälle är Plasencia, 6,8 km nordväst om Malpartida de Plasencia. Omgivningarna runt Malpartida de Plasencia är huvudsakligen savann.